# Le guerre di Parnaso
Le guerre di Parnaso è un trattato allegorico di Scipione Errico, pubblicato nel 1643.

## Contenuto

### Libro primo
All'inizio del libro primo si ha una descrizione del Parnaso e successivamente inizia l'avventura di Apollo, il quale è deciso a trovare una degna sposa che lo aiuti nella reggenza del Parnaso. Poiché Giunone è già sposa di Giove e Venere di Vulcano, Apollo decide di sposare Pallade, nata dalla testa di Giove e regina di filosofi e scienziati in Atene. Apollo, re dei poeti, era molto felice di sposare Pallade, poiché in questo modo il regno dei poeti e quello dei filosofi avrebbero potuto unirsi sotto la reggenza dei due sommi sovrani.
Un anno dopo il matrimonio, venne mandato sul Parnaso un ambasciatore dei filosofi, Demostene, che comunicò ad Apollo e Pallade che a causa della mancanza della loro regina, i filosofi di Atene erano in continua lotta tra loro ed era necessario l'intervento della loro sovrana. Apollo e Pallade decisero di andare ad Atene ad appianare la situazione e Apollo lasciò la reggenza a Melpomene, l'unica Musa che aveva deciso di restare in Parnaso, mentre le altre si erano ribellate all'assenza del re, andando nei Cieli, e affiancandole come consigliere Traiano Boccalini, filosofo e uomo di politica.
Appena Apollo giunse ad Atene, ogni filosofo volle accoglierlo con dotte lezioni relative alla propria dottrina, ma anche con discorsi sull'arte poetica, per non sembrare ignoranti in materia. Tra questi filosofi vi era anche Aristotele che regalò ad Apollo un libretto, nel quale erano elencate le regole della buona arte poetica. Apollo lesse e rilesse il libretto e trovandolo illuminante deliberò che esso venisse mandato in Parnaso e divenisse legge per i poeti. Nel frattempo in Parnaso la situazione si faceva sempre più tesa, perché i poeti erano scontenti dell'assenza di Apollo e non volevano essere governati dal Boccalini che poeta non era. Tra l'altro colui che era al comando dei poeti, Giovan Battista Marino, di animo tumultuoso, aspirava a governare il Parnaso e Melpomene sapeva che l'obbligo all'utilizzo delle regole aristoteliche avrebbe definitivamente scatenato la guerra. Decise così di discutere la decisione di Apollo insieme a tutti i poeti in un Consiglio.
Durante l'incontro, il primo a prendere la parola fu Boccalini, il quale disse che sarebbe stato giusto accettare la decisione di Apollo poiché quest'ultima rappresentava la volontà del sovrano. Appena Boccalini finì di parlare, intervenne Ariosto, il quale affermò che se la decisione di Apollo doveva essere accettata per forza, non sarebbe stato necessario riunirsi: aggiunse inoltre che spesso i sovrani si lasciano influenzare da adulatori che, con i loro consigli, potevano apportare gravi danni ai sudditi. Ariosto continuò dicendo che se lo scultore non può imporre regole al pescatore e l'agricoltore non può imporne al soldato, è ingiusto che un filosofo decida le regole del poetare.
La discussione sulle regole di Aristotele turbò gli animi dei poeti, poiché ognuno voleva scrivere come meglio riteneva e non seguire le regole di qualcuno che non era poeta. Fu così che ognuno decise di scrivere le proprie regole e vennero pubblicati moltissimi libretti su quest'argomento. Marino colse al volo l'occasione per seminare discordia in Parnaso, dando ragione un po' ai poeti, un po' a Melpomene.
Avendo deciso di non eseguire l'ordine di Apollo, i poeti inviarono un ambasciatore ad Atene, per comunicare al re la loro presa di posizione. Il compito fu affidato all'Ariosto e il Marino decise di far riferire anche la scontentezza dei poeti nell'essere governati dal Boccalini. Giunto ad Atene, Ariosto ottenne udienza con Apollo il quale, sentite le ragioni dei suoi sudditi, decise di cambiare i compiti del Boccalini, ma disse anche che le regole di Aristotele erano giuste ed ingegnose e pertanto i poeti avrebbero dovuto aderirvi, senza storie. Costretti da una legge sovrana i poeti cominciarono a comporre utilizzando le regole aristoteliche, così Trissino compose L'Italia liberata e Tasso La Gerusalemme liberata. Soprattutto quest'ultima opera causò non pochi nervosismi tra i poeti contrari ad Aristotele, perché videro una così grande opera, realizzata nonostante l'utilizzo delle regole da loro considerate tanto offensive. Molti di loro cominciarono così a criticare l'opera, alcuni affermando che non era conforme ai precetti aristotelici, altri disprezzandola. Soprattutto il Marino, cominciò a prendere in giro il Tasso e ad elogiare l'Ariosto.
In Parnaso vi era anche un poeta spagnolo, Lope de Vega Carpio, il quale era fortemente contrario alle regole di Aristotele e riunito un gruppo di suoi connazionali, sostenne che Apollo era stato soggiogato dalla moglie e dai filosofi, suoi sudditi. In questa situazione di tensione, fu molto facile per lo spagnolo riunire intorno a sé altri poeti scontenti e deliberare che la legge sulla poesia venisse annullata finché non fosse stato inviato un nuovo ambasciatore da Apollo per fargliela abrogare. Lope formò una lega di 300 congiuranti che si riunì nel villaggio di Fitone e per la prima volta fece un sacrificio alla Licenza poetica, immolando una scimmia, simbolo di imitazione pedante e pedissequa. Dopo il sacrificio i poeti banchettarono e dopo aver finito si diressero verso Cirra, dove si trovava Melpomene, per comunicarle la loro scontentezza nell'essere costretti a dover seguire i precetti aristotelici. Lope presentò a Melpomene una lettera firmata da tutti i poeti nella quale era enunciato il loro stato d'animo e dove si affermava che lo stato di un regno era deciso in gran parte dallo stato d'animo dei sudditi. Dopo aver letto la lettera, Melpomene decise a malincuore di permettere ai poeti di soprassedere dalla regola fino a che non ci fosse stato un nuovo incontro con Apollo. Furono eletti ambasciatori Boiardo e Pulci.
Nel frattempo i poeti rivoltosi decisero di distruggere la città che aveva dato i natali ad Aristotele, Stagira, ed entrando di notte, cominciarono ad appiccare il fuoco e ad uccidere gli abitanti. Dopo una notte sanguinolenta, i poeti che non erano, per ironia della sorte, morti essi stessi nel fuoco, si diressero verso il tempio di Aristotele e cominciarono a bestemmiare e a distruggere la sua statua. Il Marino, che si trovava nel Mar Egeo, decise di cogliere al volo l'occasione dei tumulti e, in maniera infingarda, accorse in aiuto di Melpomene, offrendosi di andare a castigare i rivoltosi. Melpomene accettò l'aiuto e affidò al controllo del Marino mille poeti provenzali ed altri mille italiani.
Una volta giunto a Stagira, il Marino venne accolto dal suo amico Giovan Francesco Maia Materdona, il quale gli chiese di essere clemente con i rivoltosi di cui egli faceva parte perché avevano solo vendicato il loro onore. In cambio della sua benignità, offrivano a lui tutti i loro componimenti, affinché potesse servirsene. Il Marino, lusingato, accettò, ma obbligò i poeti ad allontanarsi immediatamente da Stagira.
Nel frattempo Boiardo e Pulci erano giunti ad Atene, ma le speranze di ottenere ciò che volevano vennero distrutte, poiché ad Apollo giunse la notizia di quanto accaduto a Stagira e ne fu molto adirato. I due poeti non solo non vennero accolti da Apollo, ma vennero anche costretti a restare ad Atene, senza poter ritornare in patria.

### Libro secondo
Preoccupato della situazione, Apollo decise di chiedere aiuto al Sacro Consiglio dei filosofi, formato da Platone, Alessandro Afrodiseo, Temistio, Averroè, Boccalini, Cicerone e Plutarco.
Il primo a parlare fu Temistio che propose di far bruciare in eterno i rivoltosi tra le fiamme del Flegetonte e di cancellare il loro nome dal libro dell'Immortalità. Dopo di lui parlò Cicerone, il quale disse ad Apollo che era necessario, prima di tutto, fare una distinzione tra filosofia e poesia; secondo Cicerone, la filosofia derivava dalla speculazione umana, e gli stessi filosofi, spesso inciampavano nelle loro dottrine, che si rivelavano errate o imprecise; la poesia invece, nasceva da una virtù divina e non innata e grazie ad essa si celebravano vizi e virtù, vita e morte, bene e male. Cicerone continuò pertanto affermando che se la filosofia era cosa umana e la poesia divina, non poteva certo un filosofo, decidere le regole del giusto poetare: per questo motivo, non ci si doveva meravigliare se i poeti si erano sentiti offesi nel dover seguire i precetti di un filosofo e se avevano distrutto Stagira, perché lo sdegno non ha termine o meta.
Dopo che Cicerone ebbe finito, Apollo si sentì offeso da ciò che aveva detto, perché non gli piacque il fatto che il filosofo avesse difeso le ragioni dei rivoltosi. Continuò allora Averroè, affermando che non si dovevano ammettere scuse per ciò che avevano fatto i poeti e che non vi era peggior peste in un regno, di un delitto impunito. Averroè continuò dicendo che se la punizione dei poeti avesse portato alla loro estinzione, non ci si doveva preoccupare perché filosofi, storici ed oratori sarebbero saliti volentieri in Parnaso a servire Apollo e la sua sposa. Appena Averroè ebbe finito, si cominciarono a raccogliere i voti: Platone, Cicerone e Plutarco dissero che a parer loro era meglio essere clementi con i ribelli e che se Apollo si fosse recato di persona da loro, avrebbe senza dubbio appianato facilmente le cose; Afrodiseo, Boccalini, Temistio e Averroè, invece, dissero che secondo loro bisognava mandare un esercito a castigare i rivoltosi e che la presenza di Apollo era più utile ad Atene che in Parnaso.
Dopo aver sentito le ragioni di tutti, Apollo decise di mandare Averroè a capo di una spedizione punitiva in Parnaso e non appena il Pulci ed il Boiardo vennero a conoscenza dei fatti, inviarono subito una lettera al Marino per informarlo. Ricevuta la lettera, il Marino chiamò l'Ariosto, Bernardo e Torquato Tasso, il Vega, l'Ersilla ed il Guarini per discutere della questione. Il Marino propose di imbracciare le armi, ma l'Ariosto fu contrario alla scelta e siccome era un uomo molto rispettato ed amato, la decisione del Marino si sciolse ed i poeti deliberarono che ognuno proteggesse la propria salute autonomamente.
Il Marino andò quindi a Pindo per chiedere aiuto ai Druidi, che avevano molta influenza in Parnaso, per cercare di far cambiare idea all'Ariosto. Il capo dei Druidi però rispose  che non avrebbero potuto aiutarlo, sia perché non conoscevano affatto l'Ariosto e pertanto non avrebbero potuto intercedere presso di lui, sia perché non volevano inimicarsi Apollo. Dopo aver ascoltato questa risposta il Marino inveì contro i sacerdoti e andò via, minacciandoli di vendicarsi al più presto.
Nel frattempo Melpomene inviò una serie di lettere ad Apollo, pregandolo di non far intervenire Averroè, perché sarebbe senza dubbio riuscita a ridimensionare la situazione ed a far sì che i poeti seguissero i precetti aristotelici, ma Apollo non volle sentire ragioni e non appena Averroè giunse in Parnaso, moltissimi poeti fuggirono, primo tra tutti il Marino. Appena arrivò, il filosofo finse di non voler usare le armi, ma di voler semplicemente mettere in ordine le cose e fece giungere voce ai poeti fuggiti di tornare perché non avrebbe fatto loro nulla. Vedendo che i poeti non tornavano però, Averroè, adirato, decise di imprigionare Bernardo Tasso e Aristo, che erano tra i poeti rimasti in Parnaso. Nel vedere ciò Melpomene, amareggiata, decise di raggiungere le sorelle in Cielo e Averroè rimase l'unico Governatore del Parnaso e cominciò a condannare in contumacia i poeti ed a confiscarne i beni.
Il Marino, vistisi confiscare i propri beni, decise di pubblicare l'Adone, un testo assolutamente contrario ai precetti aristotelici che vendette moltissime copie. Nel vedere questo Averroè mandò a riconoscere i beni del Marino, uno dei suoi più grandi nemici, Gaspare Murtola, che provvide a confiscarli.
Nel frattempo tutti i poeti in esilio volontario decisero di ribellarsi e di riunire intorno a sé il maggior numero possibile di adepti, per combattere Averroè. In quello stesso periodo, alcuni poeti provenienti dalla Sicilia, da Otranto e da Lecce, amici del Marino, avendo saputo ciò che stava succedendo, lo raggiunsero.
Averroè, venendo a conoscenza del nuovo gruppo di poeti giunto in aiuto del Marino, decise di formare un esercito di filosofi e poeti oppositori del Marino, per sconfiggerlo. Essendo Averroè nemico sia dei poeti rimasti in Parnaso, sia di quelli fuggiti, sapeva che comunque fossero andate le cose, avrebbe ottenuto ciò che voleva: o avrebbe preso il Marino e gli altri rivoltosi o i poeti rimasti, sarebbero stati sconfitti dai belligeranti.
Mentre Averroè era alla ricerca di un capitano per la spedizione, gli si presentò lo Stigliani, il quale si offrì volontario per sconfiggere il Marino.
Lo Stigliani raccolse un esercito di cinquemila poeti e quattromila tra filosofi, storici ed oratori e partì  contro il Marino. La guerra tra le due fazioni fu cruenta ed alla fine lo Stigliani ed il Marino, decisero di sfidarsi a duello, ma la lotta tra i due non durò molto, poiché ben presto i due eserciti cominciarono a battersi in difesa dei propri capitani e dopo ore di battaglia, ben quattromila uomini dell'esercito dello Stigliani erano morti ed altri mille erano gravemente feriti, mentre dell'esercito del Marino ne erano morti duemila, ma il poeta si prese cura degli amici feriti in battaglia, anche se si erano mossi contro di lui; uccise a sangue freddo invece, quelli che erano suoi nemici.
Lo Stigliani, nel frattempo, rimase gravemente ferito e ciò causò anche l'impossibilità di scrivere.
Averroè, venuto a conoscenza dell'accaduto si adirò moltissimo e per placare la sua rabbia decise di uccidere l'Ariosto e Bernardo Tasso, ma nei giorni seguenti, molti altri poeti vennero uccisi.
Nel frattempo la battaglia continuò e il Balducci prese il posto dello Stigliani. Gli eserciti erano però stremati e i poeti del Marino erano rimasti in pochi: molti erano infatti morti, altri avevano deciso di tornare in patria. Considerata la situazione, Averroè decise di raggiungere l'esercito con duemila uomini e il Marino, vedendosi in minoranza, decise che sarebbe stato meglio ritirarsi in Tessaglia. Averroè credette non fosse il caso di seguirlo in quelle aspre terre, così tornò a Cirra e portò con sé il Balducci, mentre mise a guardia il suo esercito, presso i confini della Tessaglia.
Sicuro di aver vinto la battaglia senza lottare, Averroè ne inviò comunicazione ad Apollo e chiese che venisse eretta una statua in suo onore, a memoria di quanto aveva fatto.
Come se non bastasse, Averroè decise di mettere delle tasse per i poeti, i quali però non avevano nulla, poiché tutto ciò che guadagnavano veniva versato ad Apollo e alle Muse. La situazione in Parnaso era insostenibile, finché non giunse notizia che alcuni poeti, tra cui Lope de Vega e il Guarino, avevano radunato un grande esercito e dichiarato guerra ad Apollo. Averroè decise dunque di inviare un nuovo esercito, capeggiato da Cleante a sedare la rivolta. La voce della tirannide di Averroè però si era diffusa, così, appena Cleante arrivò all'isola di Negroponte, venne fermato dai suoi abitanti che, grazie a quanto raccontato dai poeti lì residenti, pensarono subito che fosse lì per riscuotere le tasse e si ribellarono uccidendolo. Nel frattempo sia Lope che il Marino giunsero in Negroponte e furono accolti con grande onore ed entrambi, con un nuovo esercito, formatosi durante la pausa dalla guerra, si mossero contro Averroè, il quale, ormai odiato da tutti, non poteva far altro che tornare ad Atene e chiedere ad Apollo di essere sostituito. Apollo, credendo di poter risollevare le sorti del suo impero, elesse come suo successore Beroso.

### Libro terzo
Giunto a Cirra, Beroso fece giungere voce ai poeti che se fossero subito tornati in patria, sarebbe stato clemente con loro e non avrebbe dato loro alcuna punizione. Il Marino e gli altri leader però, non vollero credere alle parole di Beroso, così il trattato di pace andò in fumo ed il filosofo radunò tutti i poeti fedeli ad Apollo e tutti quelli contrari al Marino, per andare a sconfiggerlo.
Il primo maggio cominciò la battaglia e dopo lotte sanguinose, in cui persero la vita molti tra poeti e filosofi, giunse la notizia della morte del Beroso, ucciso dal Vega. Le due fazioni si ritirarono dunque nei rispettivi accampamenti ed i filosofi decisero che bisognava eleggere un nuovo capitano. Deliberarono che a sostituire Beroso fosse il Tasso, ma dissero anche che sarebbe stato meglio tornare a Cirra per sistemare le cose; il giorno seguente però, i filosofi, che si sentivano poco sopportati dai poeti di entrambe le parti, invece di tornare a Cirra, decisero di riprendere le armi contro i rivoltosi. I filosofi imprigionarono dunque il Tasso ed elessero capitano Anassagora, poi si diressero verso Elicona, la città governata da Pitagora. Appena i poeti vennero a conoscenza della prigionia del Tasso, adirti, decisero di recarsi al Parnaso, il cui governo era retto da Trissino, Albatenio e Teofrasto. Giunti in Parnaso riuscirono a valicare le mura e ad imprigionare i tre reggenti. Il giorno seguente i poeti elessero come nuovi governatori Dante, Petrarca e Boccaccio i quali decisero di togliere il governo di Elicona a Pitagora e di sostituire a lui il Chiabrera. Mandarono pertanto degli ambasciatori per comunicare la decisione ai filosofi presso Elicona, ma questi si rifiutarono di eseguire gli ordini e così i tre reggenti del Parnaso inviarono il Chiabrera ed il Tronsarelli ad Elicona, con un esercito di seimila uomini, per ottenere con la forza ciò che con il garbo non erano riusciti ad ottenere.
Quando i poeti che abitavano ad Elicona seppero dell'arrivo dei loro compagni, si ribellarono alla presenza dei filosofi in città e presero le armi contro di loro. Vi fu una strage, ma alcuni filosofi, tra cui Pitagora ed Anassagora, seppur malconci, riuscirono a scappare da Elicona.
Nel frattempo i nuovi reggenti di Elicona, mandarono una lettera ad Apollo, per informarlo di quanto accaduto. Apollo, seppur amareggiato della morte del Beroso e della vittoria dei ribelli, non poteva far altro che usare parole cordiali con essi, poiché avendo in corso una guerra con Sparta, non poteva permettersi di mandare un esercito contro i rivoltosi. Il Marino, cogliendo le tattiche del Sovrano, mise in guardia i Governatori e disse loro che era il caso prepararsi ad un possibile futuro attacco di Apollo. I Governatori, decisero dunque che sarebbe stato utile cercare un Principe che avesse messo al loro servizio le proprie forze contro Apollo. Il migliore tra tutti fu giudicato Bacco, il quale viveva a Tebe, città al confine con il Parnaso. Si decise di mandare dunque degli ambasciatori, che comunicassero a Bacco la decisione dei Governanti; furono scelti Orazio Flacco e Nonio.
Dopo essere stati accolti con un grandioso banchetto, i due comunicarono al Sovrano la loro volontà e Bacco accettò volentieri di proteggere il Parnaso, dicendo che avrebbe utilizzato a tale scopo, un esercito di ventimila tedeschi e lombardi ed una potente armata navale di fiamminghi e francesi.
Gli ambasciatori ringraziarono Bacco, ma risposero che non era necessario un tale esercito, ma che bastava loro solo la sua presenza in Parnaso per tenere sotto controllo la situazione e per intimorire Apollo.
Bacco non tardò ad arrivare in Parnaso e venne accolto dalla popolazione con una gran festa in suo onore e dopo un ricco banchetto, accompagnato a Cirra. Su di una collina venne poi eretta una città in suo onore, che prese il nome di Dionisia, ma che volgarmente è detta Nisa.
Passò un anno e nel frattempo il Marino aveva assunto una grande autorità, giacché non si prendevano decisioni se non era il Marino stesso a dare il suo benestare. L'autorità del Marino era ben vista dai poeti, ma non da Bacco, il quale vedeva lesa la sua sovranità e si sentiva spettatore della grandezza del Marino. Decise così di sistemare la situazione con le armi e fece venire un esercito da Tebe per assediare la fortezza del Parnaso. La fortezza tuttavia, era controllata da Pindaro, un tebano, così Bacco, decise di convincerlo a far passare il suo esercito, se non altro per l'ubbidienza che egli gli doveva in quanto abitante di Tebe. Bacco cercò di persuaderlo dicendogli che l'avrebbe reso Signore di Parnaso e Tebe, se l'avesse aiutato, ma Pindaro rispose che era un grosso rischio, poiché avrebbe potuto perdere l'onore di fronte ai poeti. Bacco ribatté dicendogli che se l'avesse aiutato, nessuna ne avrebbe saputo nulla e non avrebbe così perso il suo onore. Alla fine Pindaro decise di piegarsi alle richieste del Dio, a patto che tutto restasse segreto.
Poco dopo però, Pindaro si fece prendere dal panico e non sapendo che fare, decise di riferire tutto al Marino, il quale rispose a Pindaro che si doveva allontanare chi aveva aspirazioni tiranniche, ma che sarebbe stato meglio non dire nulla ai poeti. Il Marino ordinò che si aumentasse la guardia del castello con cinquecento soldati siciliani e pugliesi, con a capo il Veneziano.
Arrivò il giorno in cui Pindaro aveva promesso a Bacco di consegnargli il castello e comunicò dunque al Dio di far entrare i suoi soldati. Appena entrarono, essi vennero accolti dal Veneziano, che cominciò a discutere col Capitano delle Guardie svizzere di Bacco in merito ai Vespri Siciliani. La discussione si accese e non appena il Capitano degli Svizzeri, mise mano alla spada, sbucarono fuori i soldati del Veneziano e massacrarono gli svizzeri.
Nel frattempo Bacco si trovava con il Marino nel Palazzo e sentendo dei rumori provenire dalla fortezza, vi si recò e visti i suoi soldati morti, si rinchiuse in una stanza del Palazzo; la stessa notte, radunati alcuni uomini, lasciò il Parnaso e non si fermò finché non giunse a Tebe.
Appena Apollo seppe della partenza si Bacco gioì, pensando che a quel punto i suoi sudditi si sarebbero nuovamente piegati al suo volere, non avendo un altro Reggente; la gioia di Apollo durò poco però, perché ben presto venne a sapere che un nuovo Signore, Nume, era diventato Reggente di Parnaso.

### Libro quarto
Dopo la partenza di Bacco, la potenza del Marino si accrebbe notevolmente, sia perché si era opposto alla tirannide del Dio, sia perché i tre Governanti, essendo vecchi e stanchi, mettevano ogni cosa nelle sue mani.
Il potere però genera invidia, così molti poeti, sentendosi al pari del Marino, non capivano perché dovesse essere lui a governarli e decisero di chiamare sul trono Pane, dio dell'Arcadia.
Pane accettò volentieri ed il Marino, sapendo che gli altri poeti credevano volesse tiranneggiare il Parnaso, appena seppe la notizia, si affrettò a manifestare la sua gioia nel ricevere il nuovo Sovrano.
Una volta giunto in Parnaso, Pane dichiarò di voler restare il Re dell'Arcadia e non il Re di Parnaso, in quanto era lì solo per proteggere i suoi sudditi e chiese di inviare delle lettere ad Apollo per comunicargli l'accaduto, giacché non voleva avere problemi con lui.
Apollo rispose intimando ai poeti di ubbidire a Pan finché non avesse mandato un nuovo Governatore – poeta. Tutti si interrogarono dunque, su chi sarebbe stato questo governatore – poeta, finché Lucrezio, riuscì a sapere che Apollo avrebbe mandato il figlio Orfeo. Saputo questo, il Marino si prodigò affinché Pan restasse in Parnaso, poiché la presenza di Orfeo, avrebbe non solo dissolto la sua autorità, ma avrebbe anche fatto sì che Apollo si vendicasse dei torti subiti, tramite il figlio.
Intanto Apollo, chiamato Orfeo, ordinò che prima di recarsi in Parnaso, si fermasse presso Ragusa per trovare il giusto compromesso con i poeti, di indole belligerante. Venne così mandato in Parnaso il filosofo Empedocle, il quale non venne però accolto dai tre Governanti e decise così di avere un'udienza col Marino. Empedocle disse al Marino che Apollo voleva mandare in Parnaso il figlio Orfeo per mettere pace e lo esortò ad accogliere l'offerta del Dio, per evitare di scatenare una nuova guerra. Il Marino rispose che Orfeo poteva entrare in Parnaso quando voleva, giacché Pane era solo il Re dell'Arcadia e non di Parnaso, pertanto Orfeo non avrebbe avuto alcun intralcio. Udita la risposta del Marino, Orfeo decise di prendere le armi e di andare in Parnaso con la forza, perché non poteva accettare di regnare insieme a Pane, ma le sue intenzioni vennero rimandate, sia per il freddo, sia perché Orfeo sperava in qualche dissidio tra Pane ed i poeti, che gli permettesse di entrare agevolmente in Parnaso. Poco dopo le aspettative di Orfeo si realizzarono: Pane infatti, era arrivato in Parnaso con dei pastori e dei satiri, i quali venivano beffati continuamente dai poeti. Un giorno il Satiro da Corsica, parlando con Cesare Caporali, gli disse che era inconcepibile che ad Elicona governassero delle donne; prendendosi gioco di lui il Caporali rispose che si sarebbe prodigato per fare in modo che divenisse lui il nuovo signore di Elicona. Lo scherzo durò per un po', finché non giunse voce a Pane della promessa del Caporali. Pane decise così di mandare un avviso presso Elicona, per comunicare che il Satiro avrebbe preso il posto di Margherita Sarrocchi.
Non appena il governo delle donne di Elicona seppe cosa stava succedendo, cercò un modo per vendicarsi dello smacco subito, finché la poetessa Veronica Gambara, non si ricordò che vi era un decreto di Apollo che proibiva ai satiri, essere volgari e lascivi, di entrare in Parnaso e condannava i disobbedienti ad essere scorticati vivi.
Appena il Satiro giunse ad Elicona infatti, i poeti che lo avevano accompagnato, dopo aver ascoltato quello che le donne dicevano, iniziarono a picchiarlo insieme ad altri quattro satiri che l'avevano accompagnato. Quando i poeti presero i coltelli però i satiri supplicarono la Sarocchi di fargli giudicare dal Consiglio di Cirra e lì vennero mandati e salvati dalla scorticazione.
Appena Pan venne a conoscenza di quanto accaduto, si adirò moltissimo e obbligò il Consiglio di mettere al governo di Elicona il Satiro, ma Dante gli spiegò che i poeti avevano ragione e che la legge di Apollo esisteva davvero. Pan amareggiato, prese allora i suoi uomini e tornò in Arcadia.
Orfeo, nel frattempo, aveva saputo tutto quanto accaduto e pensò che sarebbe stato meglio tentare un ingresso pacifico in Parnaso; mandò nuovamente Empedocle per definire il trattato di pace, ma questa volta lo mandò da Girolamo Preti, un poeta molto devoto ad Orfeo, che sin dall'inizio dei tumulti in Parnaso, si era ritirato a vita privata. Il Preti si offrì di recarsi il giorno seguente da Petrarca e dal Tasso per comunicare loro di preparare l'arrivo di Orfeo come nuovo Signore di Parnaso per mettere finalmente pace. Petrarca e Tasso furono d'accordo e si riproposero di parlarne con Dante e Boccaccio.
Dopo averne discusso tra loro, i quattro grandi poeti decisero di riunirsi insieme ad altri per definire la venuta di Orfeo. Il Marino cercò in tutti i modi di impedirne la venuta, ma alla fine si deliberò che Orfeo sarebbe potuto entrare in Parnaso a patto che Apollo perdonasse tutti quelli che sino ad allora lo avevano offeso; che Orfeo non eseguisse condanne di testa propria, ma si rimettesse al Consiglio dei Magistrati i cui membri erano eletti dall'Università di Parnaso; che si mandassero via tutti coloro i quali non erano poeti e che Orfeo non si servisse di altri se non di poeti.
Orfeo accettò le richieste dei poeti, ma quando arrivò il momento di sfrattare dal Parnaso tutti quelli che non erano considerati poeti, nacquero i primi problemi: molti storici erano entrati in Parnaso durante le guerre e volevano restarci poiché avevano iniziato a scrivere  si sentivano anche poeti, altri erano sudditi di Pallade ed in quanto tali non volevano andare via dal Parnaso. Alla fine il Bisaccioni pensò che la cosa migliore fosse quella di concedere a chiunque si dichiarasse poeta, di restare in Parnaso, ma il Marino, con altri grandi poeti, si rifiutò di accettare questa decisione e disse che era giusto far restare solo chi aveva apportato delle innovazione in poesia. La decisione di scegliere i poeti però, spettava o ad Apollo o alle Muse ed essendo tutti assenti, era impossibile trovare un compromesso, soprattutto perché quasi tutti i poetini avevano come avvocati i grandi scrittori che ne difendevano le opere. A questo punto il Consiglio decise che tutti potevano mantenere il titolo di poeta e pertanto restare in Parnaso.
Il romanzo termina con l'arrivo di Orfeo in Parnaso e con l'affermazione dell'Errico 
che presuppone una prosecuzione del romanzo, mai pubblicata.

## Edizioni
- Scipione Errico, Delle guerre di Parnaso di Scipione Herrico libri 4. All'illustriss. e reuerendiss. sig. il sig. abbate Annibale Bentiuoglio, Venezia, presso Matteo Leni, e Gio. Vecellio, 1643.
- Scipione Errico, Le guerre di Parnaso, a cura di G. Rizzo, Biblioteca barocca, Argo, 2004, ISBN 9788882343125.